# 雕饰粘体虫
雕饰粘体虫（学名：Myxosoma ornatus）为粘体科粘体虫属的动物。分布于俄罗斯以及湖北、黑龙江等，营寄生生活，寄生在肠（鲤）、肌肉（刺鰟鮍）。